# Yuya Hikichi (fotbollsspelare född 1983)
Yuya Hikichi (挽地 祐哉 Hikichi Yuya?), född 2 maj 1983 i Kagoshima prefektur, är en japansk före detta fotbollsspelare.
Hikichi började sin karriär 2002 i Júbilo Iwata. Efter Júbilo Iwata spelade han för Shonan Bellmare, Tokushima Vortis och Zweigen Kanazawa. Han avslutade karriären 2010.